# Plasmodium knowlesi
Plasmodium knowlesi är en malariaparasit som ursprungligen ansågs vara begränsad till att infektera olika arter av makaker i Sydostasien. Infektion hos människan ansågs högst ovanlig fram tills 2004 och upptäckten att parasiten orsakat ett större antal mänskliga malariainfektioner på Borneo. Efter upptäckten anses parasiten utgöra en betydande folkhälsofara i landet. Numera är P. knowlesi erkänd som den femte arten av plasmodium som orsakar malaria hos människor.

## Livscykel
P. knowlesi har en livscykel som liknar den hos andra malariaparasiter. En viktig skillnad är dock att P. knowlesi har en 24-timmars livscykel jämfört med andra malariaparasiter som har en cykel på 48 – 72 timmar. Detta gör att P. knowlesi snabbt ger en höggradig parasitemi som kan leda till allvarlig sjukdom som i värsta fall kan ha en dödlig utgång.

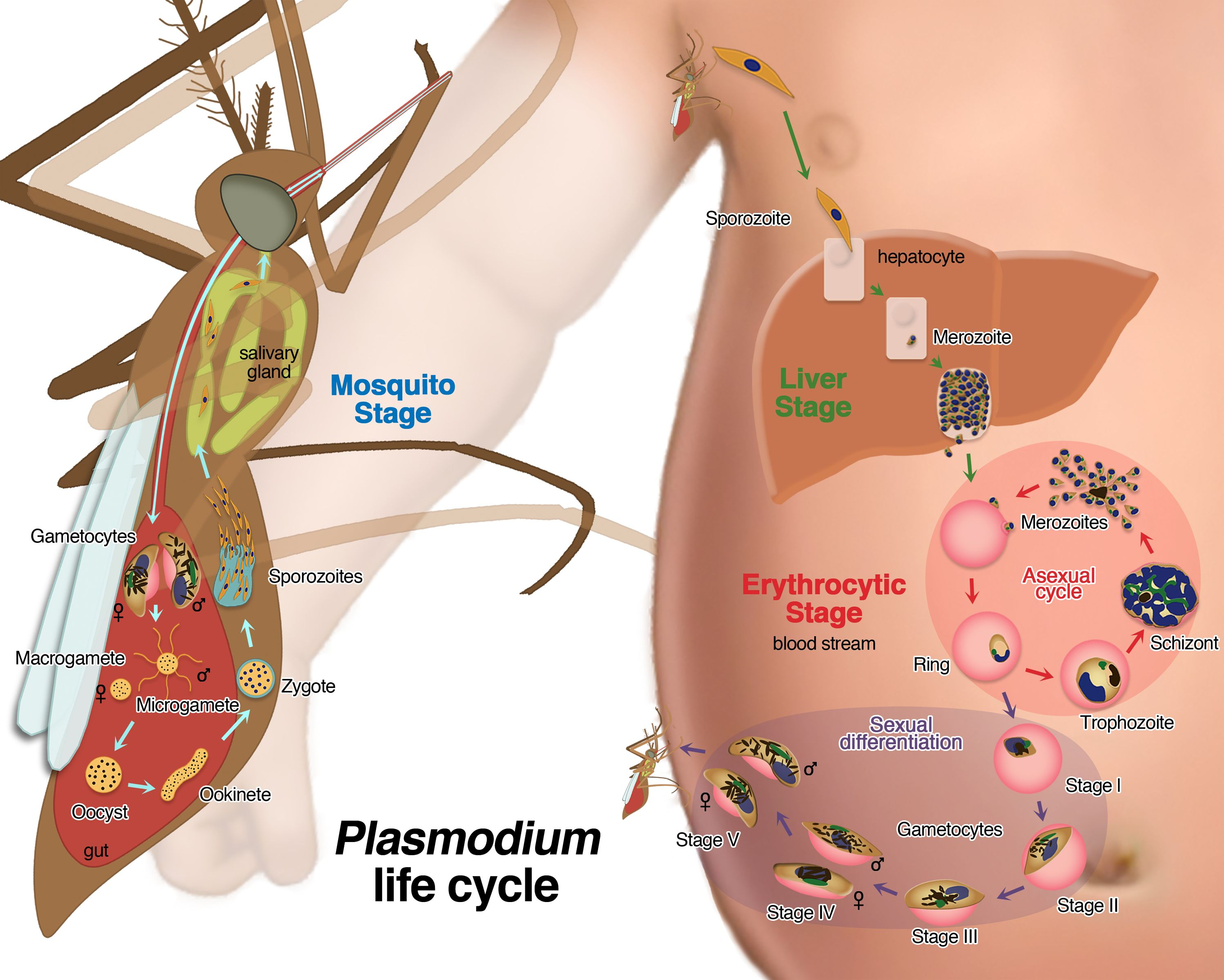
Den humana plasmodiumparasitens livscykel.

Livscykeln börjar med att en infekterad anophelesmygga suger blod från en varmblodig värd, som en makak eller människa. För lättare åtkomst till blodet sprutar myggan in sin saliv innehållande ämnen som vidgar kärlen och samtidigt förhindrar att blodet koagulerar.
I den varmblodiga värden genomgår P. knowlesi tre olika utvecklingsstadier. Parasiten (i sitt sporozoitstadium) som uppehållit sig i myggans salivkörtlar följer med saliven in i den nya värden. Väl inne tar den sig snabbt till levern och invaderar levercellerna. Den genomgår där asexuell multiplicering och utvecklas till schizonter. Mängden schizonter gör att levercellerna slutligen brister och på så vis frisätts tusentals merozoiter. Merozoiterna invaderar de röda blodkropparna och bildar där ett ringstadium som är ett förstadium till trofozoiter. Vissa av de tidiga trofozoiterna mognar ut till schizonter som sedan brister och frisätter fler merozoiter.
Andra trofozoiter går istället in i en sexuell reproduktionscykel och utvecklas till gametocyter. Gametocyterna stannar i blodet tills de infekterar en ny mygga. Inne i myggans mage utvecklas gametocyterna till gameter. Dessa går samman och bildar en diploid zygot. När zygoten mognar bildas en ookinat som kan ta sig genom myggans tarmvägg och utvecklas vidare till en oocyst. Oocysten frigör sedan tusentals sporozoiter som tar sig till myggans  salivkörtlar där de väntar på att ta sig till en ny varmblodig värd.

## Evolution
Analyser har visat att den gemensamma förfadern för alla dagens P. knowlesi-stammar existerade för ca 250 000 år sedan. Bland plasmodiumarter är P. knowlesi närmst besläktad med Plasmodium vivax, vars gemensamma förfader tros ha funnits för 20 till 30 miljoner år sedan. Jämfört med Plasmodium falciparum och P.vivax uppvisar P.knowlesi större genetisk mångfald. Sekvensering av parasitens arvsmassa har visat att det finns tre distinkta subpopulationer av P.knowlesi. Två av dessa finns bland makakarter på Borneo, medan den tredje endast existerar i form av laboratorieisolat som härstammar från andra delar av Sydostasien. P.knowlesi som isoleras från makaker och de som isoleras vid mänskliga infektioner är genetiskt oskiljbara, vilket antyder att parasiten omväxlande kan infektera människor och makaker.

## Cellbiologi

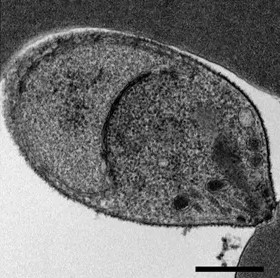
Plasmodium knowlesi parasit i sitt merozoitstadium som fäster till en röd blodkropp.

P.knowlesi har en cellbiologi som liknar den hos andra plasmodiumarter. Parasiten uppvisar främst morfologiska likheter med P.falciparum men även ett nära släktskap med P.vivax. P.knowlesi har dessutom felaktigt diagnostiserats som Plasmodium malariae på grund av svårigheten att skilja dessa i mikroskop. Mikroskopiska analyser för upptäckt av P.knowlesi kan därför vara otillräckliga. För att säkert identifiera en P.knowlesi-infektion krävs genetisk typning.
Genomet hos P. knowlesi består av 23,5 megabasbar DNA fördelat på 14 kromosomer och där 80 % av parasitens ca 5200 proteinkodande gener har ett gemensamt ursprung med gener hos P. falciparum och P.vivax.
Genetiska skillnader mellan P. knowlesi och andra plasmodiumarter inkluderar genfamiljerna SICAvar (schizont-infected cell agglutination variant) och Kir (knowlesi interspersed repeat), som bidrar till infiltration av värdorganismens immunsystem och inbindning till blodkärl.
P. knowlesi har ett antal karakteristiska strukturella egenskaper som används för att infektera celler hos värdorganismen, inklusive sekretoriska organeller som kallas rhoptrier och mikronemer. Parasiten har även en mitokondrie samt apicoplast som bidrar till dess metabolism.

## Utbredning
P. knowlesi är en malariaparasit som huvudsakligen är spridd i Sydostasien. Parasitologer har upptäckt att krabbmakak (Macaca fascicularis) och svinmakak (Macaca nemestrina) i regionen är parasitens huvudvärdar. Spridningen anses också vara beroende av myggan Anopheles leucosphyrus som är vektor för parasiten och som också återfinns i skogsmarker i Sydostasien. Risken att infekteras med P. knowlesi är därför störst för de människor som bor i eller befinner sig i makakernas ekologiska habitat.

## Sjukdom och Behandling
P. knowlesi orsakar sjukdomen malaria hos människor. Eftersom P. knowlesi har en snabb replikation med en inkubationstid på 9 – 12 dagar kan den orsaka allvarlig sjukdom som i svåra fall kan få dödlig utgång. Symptom är feber, njur – och leversvikt samt kraftiga buksmärtor. Det pågår fortfarande studier för att klargöra den kliniska bilden. Infektioner med P. knowlesi behandlas på samma sätt som malariasjukdom orsakad av P. falciparum, det vill säga vård på sjukhus. En tidigt upptäckt P. knowlesi-infektion botas effektivt med malarialäkemedlet klorokin.